# Harschbach
Harschbach ist eine Ortsgemeinde im Landkreis Neuwied im Norden von Rheinland-Pfalz. Die Gemeinde gehört der Verbandsgemeinde Puderbach an.

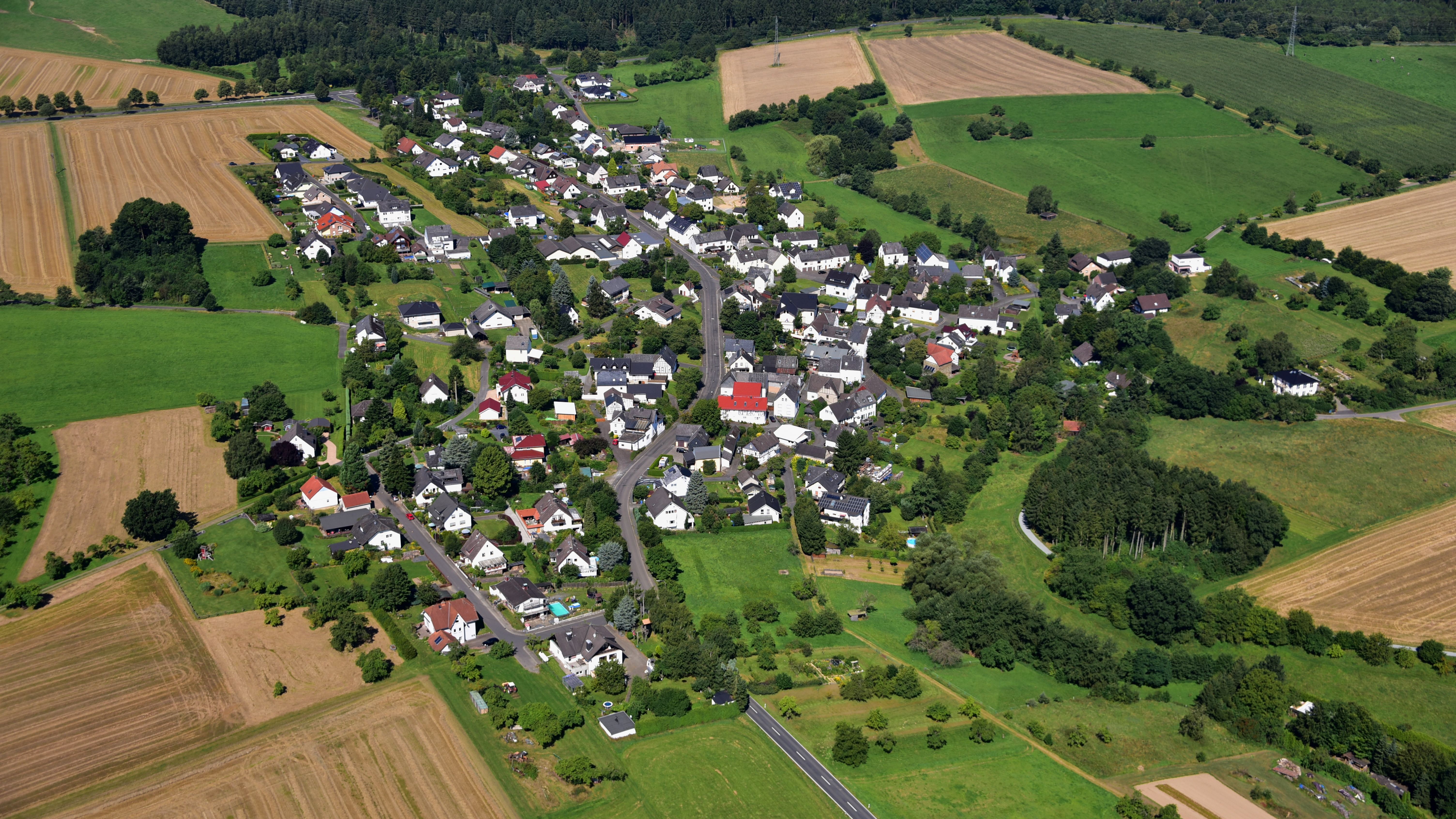
Harschbach, Luftaufnahme (2016)

## Geographie

### Geographische Lage
Der Ort liegt ein wenig abseits der großen Verkehrsadern südlich von Puderbach am Rande des Naturparks Rhein-Westerwald. Zu Harschbach gehören auch die Wohnplätze Im Luch und Kochhof.

### Klima
Der Jahresniederschlag beträgt 964 mm.

## Bevölkerungsentwicklung
Die Entwicklung der Einwohnerzahl von Harschbach, die Werte von 1871 bis 1987 beruhen auf Volkszählungen:
| Jahr | Einwohner |
| ---- | --------- |
| 1815 | 109       |
| 1835 | 176       |
| 1871 | 216       |
| 1905 | 197       |
| 1939 | 231       |
| 1950 | 263       |
| 1961 | 259       |

| Jahr | Einwohner |
| ---- | --------- |
| 1970 | 328       |
| 1987 | 317       |
| 1997 | 384       |
| 2005 | 420       |
| 2011 | 414       |
| 2017 | 390       |
| 2022 | 432       |

## Politik

### Bürgermeister
Oliver Koch wurde am 12. April 2021 Ortsbürgermeister von Harschbach, nachdem er bereits seit der mit sofortiger Wirkung erfolgten Amtsniederlegung der bisherigen Ortsbürgermeisterin Friederike Becker im Oktober 2020 die Amtsgeschäfte geführt hatte. Bei der Direktwahl am 14. März 2021 war er mit einem Stimmenanteil von 84,3 % zum Ortsbürgermeister gewählt worden. Er wurde im Juni 2024 wiedergewählt.
Friederike Becker war am 15. Juni 2012 Ortsbürgermeisterin von Harschbach geworden. Bei der Direktwahl am 26. Mai 2019 war sie mit einem Stimmenanteil von 65,91 % für weitere fünf Jahre in ihrem Amt bestätigt worden. Ihr Vorgänger, Volker Mendel, hatte das seit 2004 ausgeübte Amt abgegeben, nachdem er zum Bürgermeister der Verbandsgemeinde Puderbach gewählt worden war.

### Wappen
| Wappen von Harschbach | Blasonierung: „Durch einen silbernen Schräglinksbalken geteilt von Rot und Grün; oben eine dreizeilige silberne Ähre, unten ein silberner Forsthaken (Wolfangel).“ |
| Wappen von Harschbach | Wappenbegründung: Die Ähre symbolisiert die Landwirtschaft, früher ein wesentlicher Erwerbszweig der Gemeinde, die Wolfsangel in Grün weist auf den Anteil Harschbachs am Märkerwald im Kirchspiel Urbach. Die Farben Rot und Silber aus dem isenburgischen Wappen verweisen auf die Zugehörigkeit Harschbachs zur oberen Grafschaft Wied, die ursprünglich isenburgischer Besitz war. Das Wappen ist rechtsgültig seit dem 11. Juni 1981 nach einem Entwurf von Ernst Zeiler, Raubach. |

Siehe auch: Liste der Kulturdenkmäler in Harschbach

## Verkehr
- Durch den Ort verläuft die Landesstraße 264 von Rüscheid nach Puderbach.
- Die nächste Autobahnanschlussstelle ist Dierdorf an der Bundesautobahn 3
- Der nächstgelegene ICE-Bahnhof ist in Montabaur an der Schnellfahrstrecke Köln–Rhein/Main.

## In Harschbach geboren
- Wilhelm Schweizer (1890–1958), Politiker (SPD), 1945–55 Bürgermeister von Neuwied